# Шейкс-Дрейтон, Перри
Пейрреша Александра Шейкс-Дрейтон (англ. Peirresha Alexandra Shakes-Drayton) — британская легкоатлетка, спринтерка, специалистка из гладкого и барьерного бега на 400 метров, призер чемпионатов мира и Европы, победительница чемпионатов мира и Европы в помещении.

## Биография
Перри родилась в Лондоне в семье выходцев из Гренады, закончила Университет Брунеля.
Первые спортивные награды международного уровня — две бронзовые медали — Шейкс-Дрейтон получила на чемпионате Европы 2010 года, который проходил в Барселоне на дистанции 400 м с барьерами и в эстафете 4 по 400 метров.
Бронзовую медаль чемпионата мира 2011 года, который проходил в Тэгу, она получила после дисквалификации российской сборной, поскольку британская эстафетная команда финишировала четвертой. На Лондонском чемпионате мира 2017 года британская эстафетная четверка финишировала второй, что принесло ей серебряные награды. Шейкс-Дрейтон не принимала участия в финале лишь в предварительном забеге.